# Batalla de Alessandria
La batalla de Alessandria, o batalla de Castellazzo del 25 de junio de 1391 fue una de las batallas de las Guerras florentino-milanesas, dentro del contexto de las guerras de Güelfos y gibelinos.

## Antecedentes
En 1387 Gian Galeazzo Visconti, señor de Milán, se alió con el señor de Padua, Francesco Novello de Carrara, que en aquel momento mantenía una guerra contra Antonello della Scala. Gian Galeazzo Visconti intervino en la confrontación a condición de asegurarse el posterior dominio de la ciudad de Verona, adjudicándose Francesco el control sobre Vicenza. No obstante lo anterior, Gian Galeazzo, aprovechando la ocasión, se apoderó de las dos, traicionando así la alianza establecida e iniciándose una serie de hostilidades entre los dos antiguos aliados. El señor de Milán respondió creando una liga, a la cual se unieron las ciudades más importantes del Veneto, y en las sucesivas campañas militares consiguió ocupar Padua, Belluno y Feltre, cediendo Treviso a la República de Venecia.
Gian Galeazzo Visconti se había convertido en el gobernante más importante del norte de la península itálica, siendo un peligro para el resto de los estados que pretendían los dominios de los Visconti, especialmente la República de Florencia, que creó una liga contra el Señorío de Milán, en la cual participaron Francesco Novello de Carrara, Esteban III de Baviera y Juan III de Armagnac, mientras Visconti pedía arbitraje a Carlos IV de Francia por el conflicto con los armañescos.
La guerra se inició en 1389, y el mercenario inglés John Hawkwood y los otros aliados se reunieron en Padua para hacer un ataque conjunto a Milán; mientras Juan III de Armagnac cruzó los Alpes para ayudar a sus aliados, tomando diversos castillos por el camino; pero en el de Castellazzo, que también quería tomar, fue ferozmente atacado por sus ocupantes, siendo quemadas algunas tiendas de campaña y perdiendo muchos caballos e infantes, viéndose obligado a abandonar el sitio.
Para disponer de efectivos militares, Gian Galeazzo Visconti tuvo que vender Serravalle Scrivia a la República de Génova por algo más de 22000 ducados y un impuesto.

## La batalla
El 29 de junio, el ejército del Conde de Armagnac, con 3.000 de infantería y 7.500 de caballería, después de cruzar Monferrato, se enfrentó a la llanura frente a Alessandria y puso sitio al pueblo de Castellazzo Bormida, defendido, quizás, solo por los habitantes.
El 25 de julio Jacopo dal Verme (que mientras tanto había llegado a Alessandria con unos 4.000 soldados de infantería, en parte ballesteros y en parte piqueros, y 6.000 de caballería) envió un centenar de jinetes a explorar las inmediaciones del campamento enemigo, la acción irritó tanto a Armagnac que, después de escuchar misa y beber una copa de vino, decidió responder a la provocación de los vizcondes conduciendo 1.500 caballeros en persecución de los caballeros enemigos. Pero la carga de los franceses se detuvo a una milla de las murallas de Alessandria; aquí los jinetes desmontaron de sus animales y, cerrando filas, continuaron a pie en dirección a los enemigos. Entonces, Jacopo dal Verme, que con sus hombres había salido de Porta Genovese (una puerta de la ciudad) al ver que allí el miedo se apoderaba de sus tropas, también desmontó y fue inmediatamente imitado por sus caballeros.
Jacopo dal Verme, antes de comenzar la batalla, envió un grupo de caballeros a explorar para entender si los 1.500 caballeros franceses a los que se enfrentaba eran la vanguardia del ejército del Conde de Armagnac o si eran las únicas unidades desplegadas por el comandante francés. Después de que los exploradores le informaran que no había otras formaciones enemigas detrás de los 1.500 jinetes franceses reunidos alrededor del conde de Armagnac, Jacopo dal Verme dividió las reservas en tres cuerpos: el primero, bajo el mando de Broglia da Trino y Brandolino da Bagnocavallo movido por Bergoglio (un suburbio de Alessandria), mientras que al mismo tiempo, Calcino Tornielli, de Porta Marengo, habría golpeado a los enemigos en el flanco y, dentro de las murallas, otras unidades se habrían reunido listas para arropar a los hombres de dal Verme. desplegado fuera de la Porta Genovese.
Tras tres horas de tumulto, los hombres del Conde de Armagnac empezaron a retirarse nerviosos buscando a sus escuderos, que custodiaban sus preciadas monturas a cierta distancia del campo de batalla. Pero la esperanza de poder recuperar rápidamente sus caballos resultó ser vana: los hombres de Broglia y Bardolino, moviéndose detrás de los caballeros transalpinos, mientras tanto habían capturado tanto a sus escuderos como a sus caballos. En cuanto los franceses, constantemente acosados por los hombres del dal Verme, se dieron cuenta de lo sucedido, rompieron la línea y se entregaron a una huida desesperada hacia el campamento. Las fuerzas de Visconti los persiguieron, mataron a numerosos enemigos y capturaron al Conde de Armagnac, tomado de los miembros de la familia de Filippo da Pisa y 500 caballeros. Probablemente satisfecho con la victoria obtenida, Jacopo dal Verme no empujó a sus hombres hacia el campo enemigo, donde todavía se encontraba la mayor parte de las fuerzas de Armagnac, y prefirió regresar a la ciudad para reorganizar su ejército.
Cuando los sitiadores de Castellazzo Bormida (unos 6.000 caballeros franceses) se enteraron de la derrota, abandonaron sus intenciones y se retiraron a Nizza Monferrato. En este punto, Jacopo dal Verme salió de Alessandria en persecución de los caballeros franceses y al amanecer los atacó caballeros, infantería y ballesteros entre Nizza Monferrato e Incisa. No sabemos cuán sangrienta fue la lucha, sin embargo, según informaron los embajadores de Siena, el ejército Visconti derrotó nuevamente a los franceses y muchos caballeros del Conde de Armagnac se rindieron a Jacopo dal Verme. No sabemos el número exacto de muertos, pero según fuentes contemporáneas, el ejército de Gian Galeazzo Visconti consiguió capturar en los dos enfrentamientos a unos 6.000 caballeros franceses (muchos de ellos fueron liberados tras pagar un rescate y el propio Jacopo dal Verme recogió numerosos rescates) y varios miles de caballos y armaduras. Además, también fueron capturados los dos embajadores de Florencia junto al ejército del Conde de Armagnac, junto con los 25.000 florines que llevaban para pagar a los caballeros franceses.

## Consecuencias
Gian Galeazzo Visconti buscó la paz con sus enemigos en 1392, y se vio obligado a restituir Padua a Francesco Novello de Carrara, pero se aseguró el control de Bassano, Belluno y Feltre; y el 1 de mayo de 1395 Gian Galeazzo Visconti consiguió que Wenceslao IV de Bohemia le concediese el título de duque de Milán, obteniendo al año siguiente el de conde de Pavía.

### Citas
1. ↑  Jaques, Tony (2007).  Tony Jaques, ed. Dictionary of Battles and Sieges: A-E (en inglés). p. 209. ISBN 0-313-33537-0. Consultado el 6 de febrero de 2014.
2. ↑  Bueno de mesquita, D. M. Giangaleazzo Visconti, Duke of Milan (1351-1402) (en inglés). Cambridge University Press. p. 124. Consultado el 6 de febrero de 2014.
3. ↑  Bueno de mesquita, D. M. Giangaleazzo Visconti, Duke of Milan (1351-1402) (en inglés). Cambridge University Press. p. 128. Consultado el 6 de febrero de 2014.
4. 1 2 3 4  ««E LA GENTE DI FRANCIA MALACCORTA, TRATTA CON ARTE OVE LA RETE È TESA». LA BATTAGLIA DI ALESSANDRIA DEL 1391: IL TRIONFO DI IACOPO DAL VERME».